# Sangiang (Rancaekek)
Sangiang is een bestuurslaag in het regentschap Bandung van de provincie West-Java, Indonesië. Sangiang telt 6067 inwoners (volkstelling 2010).